# Depalščica
Depalščica je potok, ki izvira v okolici naselja Depala vas in se kot levi pritok v urejenem kanalu priključi reki Pšata, ta pa se kasneje izliva v Kamniško Bistrico.